# James Cantor

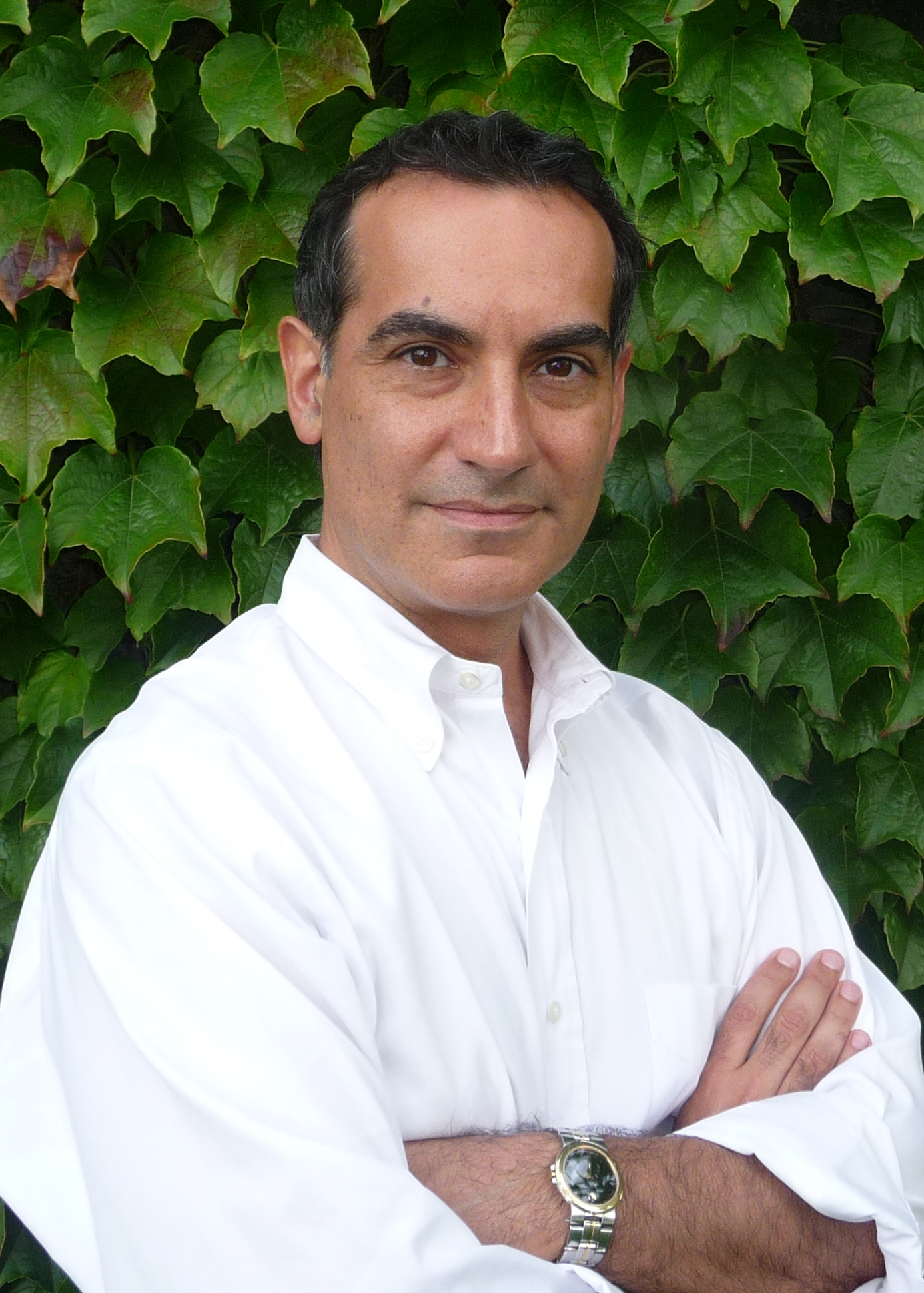
James Cantor, 2010

James M. Cantor (* 2. Januar 1966 in Manhasset, Long Island, New York) ist ein US-amerikanischer Sexualwissenschaftler und Psychologe, der an der University of Toronto lehrt. Bekannt geworden ist er durch seine Forschungen auf dem Gebiet der Paraphilien, insbesondere durch neurowissenschaftliche Untersuchungen an Pädophilen.

## Wirken
James Cantor, der am Rensselaer Polytechnic Institute unter anderem auch Informatik studierte, beschäftigt sich hauptsächlich mit der Erforschung normabweichender Sexualpräferenzen (Paraphilien). Er veröffentlichte eine Reihe von Studien zum Thema Pädophilie und kam zu dem Ergebnis, dass Männer mit einer Sexualpräferenz für Kinder signifikant häufiger Linkshänder sind, im Mittel einen niedrigeren Intelligenzquotienten aufweisen und kleiner sind als die Durchschnittsbevölkerung.
Auf größere mediale Aufmerksamkeit stießen seine Studien zu hirnorganischen Veränderungen bei Pädophilen. In einer Stichprobe von 127 Männern beobachteten er und seine Kollegen, dass diese einen deutlich geringeren Anteil an weißer Substanz im Gehirn aufweisen, was eine Ursache für das Entstehen entsprechender Neigungen sein könnte. Die Autoren schlussfolgerten, dass sich eine pädophile Ausrichtung bereits in einem sehr frühen Stadium der Gehirnentwicklung manifestiere und anschließend nicht mehr verändert werden könne. Es fanden sich bisher keine Hinweise darauf, dass Pädophile ihr Sexualverhalten schlechter kontrollieren könnten als Nicht-Pädophile.
Er publiziert regelmäßig Artikel in sexualwissenschaftlichen Fachzeitschriften, wie beispielsweise den Archives of Sexual Behavior oder im Journal of Sex Research. Zwischen 2010 und 2014 war er Herausgeber von Sexual Abuse: A Journal of Research and Treatment. Neben seinen Arbeiten über Paraphilien veröffentlichte er auch Artikel zu Themen wie Hypersexualität oder Transgeschlechtlichkeit.

## Standpunkte
Cantor gehörte 2009 zu den Autoren eines Papiers, das anregte, über die sexuelle Präferenz für vorpubertäre Kinder (Pädophilie) hinaus zukünftig auch das sexuelle Interesse an pubertierenden Jugendlichen (Hebephilie) im DSM-5 als psychische Störung zu klassifizieren. Dieser Vorschlag ist in der Fachwelt sehr umstritten. Kontrovers diskutiert wird zudem eine Neufassung der Definition der Paraphilie, welche er gemeinsam mit Blanchard und Barbaree veröffentlichte. Einige Autoren wie Erwin Haeberle oder Charles Allen Moser kritisieren sie als unzureichend und widersprüchlich.
Lobenswert findet der Sexualwissenschaftler die Bemühungen der Gruppe Virtuous Pedophiles. Pädophile, die abstinent leben, verdienen hierfür große Anerkennung; solange es nicht möglich sei, eine pädophile Ausrichtung grundsätzlich zu verändern, seien es die Mitglieder von Virped, die ethisch handeln. Betroffene sollten Unterstützung dabei bekommen, auch ohne ein Ausleben der eigenen Sexualität ein glückliches und produktives Leben führen zu können. Auch für die Prävention von sexuellem Kindesmissbrauch seien derartige Gruppen hilfreich, da Pädophile sich gegenseitig darin bestärken könnten, einen verantwortlichen Umgang mit ihrer Neigung zu wahren und keine Übergriffe zu begehen. Er setzt sich dafür ein, dass Männer mit sexuellem Interesse an Kindern einen einfacheren Zugang zu Therapieangeboten bekommen sollten, bevor sie Übergriffe begehen und beurteilt in diesem Zusammenhang das deutsche Präventionsprojekt Dunkelfeld positiv.

## Veröffentlichungen
- James M. Cantor: New MRI Studies Support the Blanchard Typology of Male-to-Female Transsexualism. In: Archives of Sexual Behavior. 40, 2011, S. 863, doi:10.1007/s10508-011-9805-6.
- James M. Cantor: Is homosexuality a paraphilia? The evidence for and against. In: Archives of sexual behavior. Band 41, Nummer 1, Februar 2012, S. 237–247, doi:10.1007/s10508-012-9900-3, PMID 22282324, PMC 3310132 (freier Volltext).
- J. M. Cantor, N. Kabani, B. K. Christensen, R. B. Zipursky, H. E. Barbaree, R. Dickey, P. E. Klassen, D. J. Mikulis, M. E. Kuban, T. Blak, B. A. Richards, M. K. Hanratty, R. Blanchard: Cerebral white matter deficiencies in pedophilic men. In: Journal of psychiatric research. Band 42, Nummer 3, Februar 2008, ISSN 0022-3956, S. 167–183, doi:10.1016/j.jpsychires.2007.10.013
- J. M. Cantor, R. Blanchard: White matter volumes in pedophiles, hebephiles, and teleiophiles. In: Archives of sexual behavior. Band 41, Nummer 4, August 2012, ISSN 1573-2800, S. 749–752, doi:10.1007/s10508-012-9954-2, PMID 22476520.
- R. Blanchard, A. D. Lykins, D. Wherrett, M. E. Kuban, J. M. Cantor, T. Blak, R. Dickey, P. E. Klassen: Pedophilia, hebephilia, and the DSM-V. In: Archives of sexual behavior. Band 38, Nummer 3, Juni 2009, ISSN 1573-2800, S. 335–350, doi:10.1007/s10508-008-9399-9, PMID 18686026.